# Mesophyllum schenckii
Mesophyllum schenckii Howe, 1934  é o nome botânico  de uma espécie de algas vermelhas  pluricelulares do gênero Mesophyllum, subfamília Melobesioideae.
- São algas marinhas encontradas na Califórnia.

## Sinonímia
- Não apresenta sinônimos.